# Aporocassida
Aporocassida là một chi bọ cánh cứng trong họ Chrysomelidae.
Chi này được Spaeth in Hincks miêu tả khoa học năm 1952.

## Các loài
Chi này gồm các loài:
- Aporocassida graphica (Germar, 1824)